# Mokrzany
Mokrzany (ukr. Мокряни) – wieś na Ukrainie w rejonie drohobyckim należącym do obwodu lwowskiego.

## Urodzeni w Mokrzanach
- Jakub Parnas –  polski chemik, pionier polskiej biochemii, wykładowca Uniwersytetu Lwowskiego i Uniwersytetu Warszawskiego[1].
- Janusz H. Pobóg-Gurski – polski technolog rolnictwa, uczestnik wojny polsko-bolszewickiej, prof. Politechniki Lwowskiej[2].